# یوروولانه
یوروولانه (به لهستانی:  Jurowlany) یک روستا در لهستان است که در گمینا کرنکی واقع شده‌است. یوروولانه ۳۴ نفر جمعیت دارد.